# All Days Are Nights: Songs for Lulu
All Days Are Nights: Songs for Lulu è un album di Rufus Wainwright, pubblicato il 2010 dall'etichetta discografica Decca Records.

## Tracce
1. Who Are You New York? – 3:42
2. Sad with What I Have – 3:06
3. Martha – 3:12
4. Give Me What I Want and Give It to Me Now! – 2:08
5. True Loves – 3:52
6. Sonnet 43 (William Shakespeare, Wainwright) – 4:28
7. Sonnet 20 (Shakespeare, Wainwright) – 2:59
8. Sonnet 10 (Shakespeare, Wainwright) – 2:56
9. The Dream – 5:27
10. What Would I Ever Do with a Rose? – 4:23
11. Les feux d'artifice t'appellent (Wainwright, Bernadette Colomine) – 5:57
12. Zebulon – 5:38